# 丛林小鼠
丛林小鼠（学名：Mus cookii）也称库克小家鼠、库氏小鼠，一种分布于南亚、东南亚及中国西南地区的啮齿动物，隶属于鼠科小鼠属。模式产地为缅甸掸邦谷特。
原认为中国境内分布的丛林鼠（Mus famulus），现一般认为是本种。